# Рыбаков, Анатолий Иванович
Анато́лий Ива́нович Рыбако́в (12 марта 1917 года, г. Кирсанов Тамбовской области — 5 марта 1993 года, Москва) — советский врач-стоматолог, доктор медицинских наук, профессор, академик АМН СССР, директор ЦНИИ стоматологии (ЦНИИС).

## Биография
- 21 июня 1941 — окончил  Московский медицинский стоматологический институт.
  - младший врач 198 стрелковой дивизии Ленинградского фронта.
  - врач полка,
  - командир санитарной роты,
  - хирург медико-санитарного батальона № 135,
  - начальник хирургического отделения полевого госпиталя № 2229.
  - Воевал на Ленинградском, Волховском, 3 Прибалтийском фронтах.
    - работая общим хирургом, сделал более шести тысяч операций.
- 1945—1948 гг. — учёба на спецфакультете военно-медицинской академии им. Кирова в г. Ленинграде;
  - окончил с отличием;
  - профиль: «челюстно-лицевая хирургия и стоматология».
- По окончании академии, направлен в Омское военно-медицинское училище имени Н.А. Щорса на должность старшего преподавателя.
- 1950 г. — защитил кандидатскую диссертацию; тематика: разработка новых методов лечения сибирской язвы.
- 1952 г. — начальник стоматологического отделения Главного военного госпиталя им. Бурденко;
  - присвоение звания полковника медицинской службы.
  - затем — главный стоматолог Советской армии.
- 1959 — защитил диссертацию на степень доктора медицинских наук по закрытой тематике.
- 1962—1985 год — директор ЦНИИ стоматологии Минздрава СССР.
- 1969 г. — член-корреспондентом Академии медицинских наук (АМН) СССР.
- 1975 г. — первым из стоматологов он был избран действительным членом — академиком АМН СССР.

Скончался 5 марта 1993 года, похоронен на Троекуровском кладбище г. Москвы, участок 3а.

## Научная и общественная деятельность
- 1971 г. — опубликовал рабочую концепцию патогенеза кариеса зубов.

 Разработанная А. И. Рыбаковым система стоматологической профилактики была принята V Всесоюзным съездом стоматологов и внедрена в практику здравоохранения.
- Анатолий Иванович — автор:
  - более 250 научных работ,
  - 15 монографий,
  - автор и соавтор учебника и руководства по терапевтической стоматологии.
- Под его руководством защищено 29 докторских и 52 кандидатские диссертации.
- Являлся действительным членом стоматологических обществ:

- Франции,
- Германии,
- Финляндии,
- Испании,
- Швейцарии,
- Болгарии,
- Чехословакии.

## Награды
Награждён:
- орденами и медалями Советского Союза;
  - в том числе, медаль «За отвагу».